# Adams Lake (British Columbia)
Adams Lake ist ein See in der kanadischen Provinz British Columbia.

## Lage
Der 63 km lange und bis 3,2 km breite See liegt in den Monashee Mountains. Er wird über seine ganze Länge vom Adams River von Norden nach Süden durchflossen. Er gilt nach dem Quesnel Lake als der zweittiefste See in British Columbia.
Der Adams Lake Provincial Park sowie der Adams Lake Marine Provincial Park, mit den Teilen Poplar Point Site, Refuge Bay Site und Spillman Beach Site, bieten an mehreren Stellen am Seeufer Einrichtungen für Camping und Freizeitaktivitäten an.

## Seefauna
Der See ist beliebt bei Anglern. Es werden hier Regenbogenforelle, Rotlachs, Amerikanischer Seesaibling und Dolly-Varden-Forelle gefangen.